# Pinetop Smith
Clarence „Pinetop“ Smith (* 11. Juni 1904 in Troy, Alabama; † 15. März 1929 in Chicago, Illinois) war ein US-amerikanischer Jazz-Pianist. 

## Leben
Den Beinamen Pinetop bekam er in seiner Kindheit aufgrund seiner Vorliebe dafür, auf Bäume zu klettern. Anfangs trat er in Vaudeville-Shows u. a. mit Ma Rainey auf. Eine Zeit lang lebte er mit Albert Ammons und Meade Lux Lewis zusammen in einer Unterkunft. Am 29. Dezember 1928 entstand  für Vocalion Records sein Pine Top’s Boogie Woogie, eines der ersten erfolgreichen Stücke des Boogie-Woogie, der nach diesem Titel seinen Namen erhielt. Den Charts-Erfolg des Stücks im Februar 1929 (Platz 20) erlebte der Pianist nicht mehr; bei einer Schießerei in einer Tanzhalle kam er ums Leben. Tommy Dorsey hatte mit einer Bigband-Fassung des Stücks (als Boogie Woogie tituliert) 1938 einen Millionenhit.